# KkStB 210 sorozat
A kkStB 210 sorozatú mozdonyok utódjával, a 310 sorozattal együtt a neves osztrák gőzmozdonyszerkesztő, Karl Gölsdorf legjellegzetesebb, legötletesebb alkotásai voltak és a legszebb osztrák gyorsvonati gőzmozdonyok közé tartoztak.

## Létrejötte
A személyszállító vonatok tömege a 20. század első évtizedében Európa-szerte ugrásszerűen megnövekedett. Ennek oka az utazások számának megnövekedésén túl az új, nagyobb utazási komfortot biztosító, de nagyobb holttömegű négytengelyes, kétforgóvázas gyorsvonati kocsik és a vonatokba sorozott étkezőkocsi megjelenése volt. Ezért a korábban szinte egyeduralkodó 2'B tengelyelrendezésű mozdonyokat 2'B1' tengelyelrendezésű mozdonyok váltották fel. Azonban az igényeket ezek a típusok is csak néhány évig elégítették ki, ezért rövidesen a továbbra is öttengelyes, de nagyobb tapadási tömegű 2'C-mozdonyok építését kellett megkezdeni. A legnehezebb vonatok továbbításához azonban még nagyobb teljesítményű kazánra, emiatt a mozdonyok tengelyszámának újabb növelésére volt szükség: ezek lettek a 2'C1' tengelyelrendezésű, amerikai elnevezéssel Pacific-mozdonyok, melyek egyesítették a két előd előnyeit: a 2'C-mozdonyok három kapcsolt kerékpárját és a 2'B1'-mozdonyok hátsó futókerékpárja által lehetővé tett széles és mély tűzszekrényt és kedvező futástulajdonságokat.
Ausztriában hasonló forgalom-élénkülés zajlott le. A mozdonyok fejlődése azonban a Császári és Királyi Osztrák Államvasutaknál (kkStB) mégis némileg eltérő utat járt be. A császári és királyi hadvezetés ugyanis ragaszkodott a mozdonyoknál a 14,5 tonnás tengelyterhelés fenntartásához, míg Európa más részein (így hazánkban is) 16,0 tonna, vagy még ennél is nagyobb tengelyterhelés bevezetését kezdték meg. Ez volt az oka annak is, hogy kkStB 2'B1' tengelyterhelésű 108 sorozata leváltására Gölsdorf az 1'C1' tengelyelrendezésű 110 sorozatot tervezte meg és állíttatta szolgálatba.
Az 1900-as évek második felében a vonatok terhelésének növekedése a kkStB-nél is megkívánta a nagyobb teljesítményű mozdonyok forgalomba állítását. A követelmény 400 tonnás gyorsvonatok sík pályán 100–110 km/h, 10‰-es emelkedőn pedig 60 km/h sebességgel való továbbítása volt. Ehhez a vontatási feladathoz 1800 lóerő teljesítményű kazánra volt szükség, amelyet öttengelyes (2'C vagy 1'C1' elrendezésű) futóművön már nem lehetett 14,5 tonna tengelyterhelés betartásával elhelyezni. A kézenfekvő megoldás egy 2'C1' tengelyelrendezésű mozdony beszerzése volt. Karl Gölsdorf azonban számításokkal megállapította, hogy a 2'C1'-elrendezéssel az említett legnagyobb tengelyterhelést csak igen nehezen lehetne betartani: elsősorban az alacsony fűtőértékű osztrák szenek megkövetelte nagy rostélyfelületű, nehéz állókazánt alátámasztó hátsó futókerékpár túlterhelésétől tartott. Ezért a szerkocsis mozdonyoknál azelőtt és utána másutt sehol nem alkalmazott 1'C2' tengelyelrendezést választotta. Ezzel a „fordított Pacific”-elrendezéssel lehetővé vált az elvárásoknak megfelelő hatalmas állókazán beépítése, melyet így két, forgóvázba foglalt futótengely támasztott alá. A mozdony elülső jó megvezetésére az első futótengelyt az első kapcsolt tengellyel együtt úgynevezett Krauss–Helmholtz rendszerű forgóvázban fogta össze. A tartós 100 km/h sebesség követelménye miatt hatalmas, 2140 mm futókör-átmérőjű kapcsolt kerékpárokat választotta.
A típus első példánya 1908-ban készült el a Floridsdorfi Mozdonygyárban és – annak jelzéseként, hogy a 110 sorozat továbbfejlesztése – a 210.01 sorozat- és pályaszámot kapta. A mozdony hatalmas méreteivel és szokatlan elrendezésével általános feltűnést keltett. Az elismerés jeleként az addig nem alkalmazott tengelyelrendezést Ausztria akkori tengerének nevére utalva Adriaticnak nevezték el. A mozdonyok a Monarchiában ekkor kötelező módon hadijelet is kaptak, mely ennél a 110 sorozatéval azonos, {\displaystyle {\tfrac {\mathrm {III\ 375} }{\mathrm {A} _{1}}}} volt.

## Szerkezete
A 210 sorozatú mozdonyok tehát belső keretes, 1'C2' tengelyelrendezésű, azaz kapcsolt kerékpárral; előttük egy, az első kapcsolt kerékpárral együtt egy Krauss–Helmholtz-rendszerű forgóvázba foglalt futókerékpárral, illetve a kapcsolt kerekek mögött két, forgóvázba foglalt futókerékpárral készült négyhengeres kompaund, szerkocsis gőzmozdonyok voltak.

### Kazán
A mozdony kazánja nagyon hasonlított a 280 sorozatú mozdonyok kazánjára; lényegesebb eltérést a tűzcsövek, így a hosszkazán hossza jelentett. A  porosz-, más néven Becker-rendszerű állókazán külső szélessége középen 1,823 méteres, hossza pedig 3 méter volt. Az állókazán hátfala a tömegcsökkentés miatt a függőlegestől kissé eltérő szögben előre hajlott, a tüzelőajtó Marek-rendszerű volt. Az állókazánban elhelyezett tűzszekrény hossza megközelítette a 2,7 métert, míg szélessége fölül 1,67 m, alul pedig kissé kiszélesedett, így a rostélyszélesség 1,89 méter volt. A két részből álló rostély felülete így tekintélyes, 4,62 m² volt. 
A hosszkazán három övből állt: az első, 18 mm-es lemezekből készült kazánöv – melybe a gőzszárító került – külső átmérője 1,66 méter, a 21,5 mm-es lemezekből készült hátulsóé 1,8 méter volt, a középső pedig kúposan kötötte össze őket. Az első öv tengelye (középvonala) a sínkorona fölött 2,87 m, a hátulsóé 3 méter magasan helyezkedett el. A kazánt a szokásos módon a füstszekrény alatt, a füstszekrénytartónál rögzítették a kerethez, így hátrafelé dilatálhatott. Az osztrák mozdonyoknál szokásos módon a harmadik kazánövön, a harmadik kapcsolt tengely vonalában helyezték el a gőzdómot. A gőzdóm fedelére 2 db 4″-os Coale-rendszerű közvetlen rugóterhelésű biztonsági szelepet szereltek. A gőzdómból cső vezetett az állókazán hátfalán kialakított szerelvényfejhez és a lövettyűkhöz is. A harmadik kazánöv két oldalsó falára egy-egy Gölsdorf-rendszerű vízelválasztót is felszereltek. A kazánba 291 darab 48/53 mm átmérőjű, 5,75 méter hosszú folytvas tűzcsövet építettek. A tűzcsövek azonban nem teljes hosszukban voltak gőztermelő csövek, hanem azokat egy harmadik, az elülső mögött 1,45 méterre lévő csőfal két részre osztotta. A hátulsó csőfalközben a tűzcsöveket a szokásos módon víz borította, az elöli térbe azonban a gőzdómban összegyűlt telített gőz került, melynek hőmérsékletét a tűzcsövekben áramló füstgáz kb. 30–40 °C-kal megemelte, nedvességtartalmát csökkentette. Ez volt az úgynevezett Gölsdorf–Clench-rendszerű gőzszárító. Ezt az elülső teret egy (a hosszkazán-hasfalig le nem érő) függőleges válaszfal két részre osztotta, melyek között alul a gőz szabadon áramolhatott. A gőzszárító tetején két nagyméretű, fedelekkel elzárt búvónyílást alakítottak ki, az elsőt a gőzszabályozó szereléséhez, a hátsót a tűzcsövek vizsgálatához, javításához. A gőzszárító kiömlőterében helyezték el a függőleges tolattyútükörrel készült kettős síktolattyús gőzszabályzót, melynek szabályozó rudazatát a kazánon kívül, a hosszkazán jobb oldalán vezették el. A füstszekrényben helyezték el az amerikai rendszerű szikrafogót. A füstszekrényajtó az osztrák mozdonyokra jellemző kétszárnyú kivitelben készült. A kazánt 2 db, a mozdonysátorban függőlegesen elhelyezett Friedmann-rendszerű RST. osztályú szívó, ún. „restarting” frissgőz-lövettyű táplálta vízzel, melyek közül a bal oldalinak 9, a jobb oldalinak 11 mm-es furata volt.

### Gépezet
A 210 sorozatú mozdonyok gépezete, elődjük hasonlóan a megkívánt vonóerő és nagy sebesség miatt, valamint a kiegyenlítettebb futás érdekében négyhengeres kompaund kivitelben készült. A két nagynyomású hengert a keretlemezeken belül, míg a kisnyomásúakat a kereten kívülre szerelték, melyek a Borries-rendszernek megfelelően valamennyien a második kapcsolt kerékpárt hajtották. Az elődtől eltérően azonban két külső henger vízszintesen, belsők pedig (az első kapcsolt tengely miatt) a vízszinteshez képest 1:8,5-es szögben, ferdén helyezkedtek el.  A dugattyúrudak tömszelencéi Huhn-rendszerű ólmos tömítéssel készültek. A keresztfejek egyvezetékesek voltak. A hajtó- és csatlórudak I alakú keresztmetszettel készültek.
A gőzelosztást széles, rugalmas, önfeszítő gyűrűs hengeres tolattyúk végezték, azonban a 210 sorozatnál az azonos oldali hengerek tolattyúit egy közös házba, egyazon tengelybe építették (azaz a két tolattyú nem egymás mellett, hanem egymás mögött helyezkedett el. Így mindkét oldalra csak egy-egy tolattyúrúd volt szükséges. Az azonos oldali hengerek és az őket vezérlő tolattyú egyetlen öntvény volt. A jobb és bal oldali öntvényt csavarok fogták össze és egyúttal a füstszekrénynél a kazán alátámasztására is szolgáltak.
A tolattyúszekrény elülső részén helyezkedett el a 340 mm átmérőjű belső beömlésű nagynyomású tolattyú, melyből a kiömlő gőz a receiverként is funkcionáló tolattyútestbe áramlott, ahonnan a hátul elhelyezett, 338 mm-es külső beömlésű kisnyomású tolattyúba jutott.
Ezt a meglehetősen bonyolult rendszert Gölsdorf az egyszerűbb külső vezérmű és az elérhető összességében kisebb tömeg miatt választotta.
A tolattyútestekre biztonsági szeleppel kombinált ún. Ricour-szelepet szereltek. A hengerek legnagyobb töltése mindkét irányban 90% volt.
A tolattyúrudakat ellenforgattyús Heusinger–Walschaert-rendszerű vezérművek mozgatták.  Az ellenforgattyú előremenetben a forgattyút közel 90°-kal megelőzi, más szóval a forgattyúhoz képest előresietőként ékelték föl. Ennek megfelelően előremenetben a lengőívkő a lengőív (kulissza) alsó részén helyezkedett el. A kormányvonórúd előremenetnél előre mozdult. A kormányvonórudat kormánycsavarral szabályozták.

### Keret, futómű, mozdonysátor
Mivel a 210-eseket tartósan nagy sebességgel közlekedő vonatok továbbítására szánták, ezért hatalmas, 2140 mm futókör-átmérőjű, nikkelacél anyagú kapcsolt- és 1034 mm átmérőjű futókerékpárokkal készültek. A nikkelacélból készített könyökös hajtótengelyt elődjétől eltérően a witkowitzi vasmű szabadalma alapján három külön részből állították össze. A kerékpárok tengelyeit a hajtótengely kivételével a tengelyvonalban teljesen átfúrták. A könyökös hajtótengelynél tengelycsapok és forgattyúscsapokra került furat. A hajtott tengelyágy-vezetékeket és a csapágyakat egyedi, olajjal átitatott kenőgyapot-, a futótengelyekét kenőpárnás kenéssel látták el. A belső elrendezésű keret állókazánig szegecselt lemezkeretként alakították ki: két, egymástól 1,19 m távolságban lévő 28 mm vastag Martin-folytvaslemez hossztartóból állt, melyeket elöl a mellgerenda kötött össze, közöttük belső hengeröntvény és még további, a kapcsolt tengelyek között elhelyezett, függőleges folytvaslemez-kereszttartók (ún. keretkötők) merevítettek ki. A keret hátsó része a minél nagyobb állókazán elhelyezésére a kisebb szerkezeti magasságot lehetővé tevő gerendakeretként alakítottá ki. A gerendák magassága 225, vastagsága 105 mm, egymástól való távolságuk 950 mm volt.
Az elülső futókerékpárt és az első kapcsolt kerékpárt tehát egy Krauss–Helmholtz-rendszerű forgóvázba fogták össze, melynek a két tengely között fix forgócsapja volt. A forgócsap a futótengely és a kapcsolt tengely között, az utóbbihoz 55-rel közelebb helyezkedett el. A forgóváz a futótengely számára 1380 mm-es ívsugáron 28–28 mm-es oldalirányú elmozdulást, a kapcsolt tengely számára pedig 22–22 mm-es oldalirányú elmozdulást tett lehetővé. Mindössze a hajtótengelyt és a hátsó futótengelyt építették mereven a keretbe, így a mozdony merev tengelytávja 5710 mm-es vezetett hossz mellett mindössze 2220 mm volt. A hajtókerekek nyomkarimáját 9 mm-rel vékonyabbra esztergálták. Az állókazánt alátámasztó, 30 mm vastag lemez hossztartójú szegecselt forgóváz szerkezete eltért a hagyományostól: a forgócsapját a forgóváz elé, a forgóváz első tengelyének vonala előtt 1010 mm-rel helyezték el, így voltaképpen egy vontatott forgóvázszerkezetet nyertek. A forgóváz elfordulását 52–52 mm-re korlátozták, ezen kívül a forgóváz első tengelye a forgóvázkerethez képest még 16–16 mm-rel elmozdulhatott. Az utolsó tengely oldalirányú kitérését a forgóvázkeret 46,5–46,5 mm-re korlátozta. A kerékpárok hordrugóit a fölött helyezték el. A hátsó két kapcsolt kerékpár rugóit himbák kötötték össze.
A mozdonysátor jellegzetes, elegáns Gölsdorf-stílusban készült és rajta elöl egy-egy szögletes forgóablakot alakítottak ki, mely fölé védőernyőt szereltek, míg oldalra tolóablakok kerültek. A hatalmas állókazán és a rövidke mozdonysátor igen masszív megjelenést kölcsönzött a mozdonynak.

### Segédberendezések
A mozdonyra két 21″-os Hardy-rendszerű 1902. évi XXI K 320 típusú légűrfékhengert szereltek. A féktuskók a mozdony hajtott kerékpárjait hátulról fékezték, míg a futókerékpárok fékezetlenek voltak. A fékrudazat nyomáskiegyenlítő szerkezetű volt. A féktuskónyomás a tapadási súly 50 %-a volt. A sebességet egy 12 másodperces Haushälter-rendszerű sebességmérő mérte. A gőzben lévő alkatrészek kenéséről két nyolcnyílású Friedmann-rendszerű KD jelű dugattyús melegalkatrész-kenőszivattyú gondoskodott. Kedvezőtlen tapadási viszonyok esetén Gresham–Rihosek-rendszerű, gőzzel működtethető homokoló juttatott homokot a kapcsolt kerékpárok elé. A mozdonyokat hagyományos bajor rendszerű nagynyomású gőzfűtési berendezéssel látták el, Foster-rendszerű nyomáscsökkentő szeleppel kiegészítve.

### Szerkocsi
A 210 sorozatú mozdonyok első példányához elődjéhez hasonlóan a kkStB egyik szabványos háromtengelyes szerkocsitípusát, az 56 sorozatú szerkocsit kapcsolták, mely aránytalanul kicsinek tűnt a hatalmas mozdony mögött. A külső keretes szerkocsi hossztartóit elöl a kapocsszekrény, hátul a vonószekrény kötötte össze. A tengelyek távolsága eltérő, az 1.–2. tengely között 1,7 m, a 2.–3. tengely között 1,5 méteres volt. A tengelyek rugózását laprugók biztosították, melyeket egymással nem kötöttek összes. A szögletes víztartály tetejének két oldalán Gölsdorf-rendszerű töltővályút alakítottak ki, ezek között, a tartályba előre benyúlva helyezkedett el a felülről nyitott szénférő. A szerkocsi minden kerékpárját egy oldalról, hátulról fékezték; a teljes féktuskóerő a félig rakott szerkocsi súlyának 69 %-a volt.

## Sorozatgyártás
A mozdony a próbamenetek során sík pályán 406 tonnás szerelvény továbbításakor 100–110 km/h legnagyobb sebességet ért.
A sorozatgyártás 1910-ben kezdődött és ebben az évben a kkStB között összesen 10 db 210 sorozatú mozdonyt vásárolt. Ezek közül:
- a 210.02–06 pályaszámúakat a Floridsdorfi Mozdonygyár, míg
- a 210.07–11 pályaszámúakat a prágai Első Cseh-Morva Gépgyár (BMMF) szállította.

A mozdonyok minimális eltérésekkel megegyeztek a prototípussal, mindössze a kisméretű szerkocsit cserélték le az eredetileg a 108 sorozathoz kifejlesztett 86 sorozatú négytengelyes, kétforgóvázas szerkocsira.
1911-től a mozdony túlhevítős változatát, a 310 sorozatot szállították.

## További pályafutásuk
A mozdonyokat alábbiak szerint osztották szét a fűtőházak között:
- 6 db Wien I (West),
- 5 db Lemberg.

A bécsi mozdonyok a Bécs és Prága között forgalom lebonyolításában vettek részt, de 415 km-es Bécs-Krakkó vonal vonatait is továbbították – Mährisch Ostrauban (Ostrava) végrehajtott személyzetváltással, de mozdonyváltás nélkül.
A 210 sorozat kitűnő síkpálya-gyorsvonati mozdonynak bizonyult. A nagy emelkedésű vonalakra azonban három kapcsolt kerékpárja és az elég nagy ellenállású kettős tolattyús gépezet miatt kevésbé volt alkalmas. Ennek köszönhető, hogy a 310 sorozat elterjedésével a mozdonyok egy kivételével elkerültek Bécsből: két példányt Prágába állomásítottak, míg lembergi állomány 8 db-ra bővült.
Az első világháború nyomán két példány orosz területre került, míg a többi kilenc a kkStB járműállományának felosztásával a PKP-hez került, amely Pn11-1–9 sorozatjellel és pályaszámokkal vette állagba. A mozdonyok egy részét túlhevítőssé alakították és a típust a Pn12 sorozattal közösen a galíciai fővonalak vonatait továbbították.
Lengyelország német és szovjet megszállása után három példány a DRB-hez került, mely 16 051–053 pályaszámokkal vette azokat állagba és Lwówból kiindulva az úgynevezett Ostbahnon közlekedtek. A Szovjetunióhoz került példányok közül négyet találtak meg az előrenyomuló német csapatok, melyeket üzembe helyezve szintén az Ostbahnra irányítottak. Közülük három példány kijelölt pályaszáma 16 054–066 volt, azonban az átszámozást már nem hajtották végre.
Néhány példányt később Bécsbe dirigáltak és e példányokat Ausztriában érte a háború vége, míg két példány Németország szovjet megszállási övezetében, egy mozdony pedig Csehszlovákia területén maradt. E példányok közül öt mozdony 1947–1948-ban visszakerült Lengyelországba. E mozdonyokat Pn11-1–5 sorozatjellel és pályaszámokkal vette a PKP állagba, azonban pályaszámuk nem az eredeti számozást követte. A mozdonyokat 1950. folyamán kiselejtezték. Egy további példányt a DR 1955-ben adott vissza, de ennek állagba vételére már nem került sor.